# 김진해
김진해(한국 한자: 金鎭海, 1941년 11월 2일 ~ 2005년 6월 26일)는 대한민국의 연극 배우이자 탤런트이다. 한양대학교 연극영화학과를 나왔으며 1963년 KBS 공채 탤런트 4기로 데뷔했다. 《TV 손자병법》, 《태조 왕건》 등의 드라마에 출연했다. 2005년에 당뇨 합병증으로 인하여 별세하였다. 향년 65세.

## 연기 활동
- 1977년 KBS 일일연속극 - 대동별곡
- 1977년~1978년 KBS 일일연속극 - 행복의 문
- 1978년 KBS 일요사극 - 맥
- 1979년 KBS 일일연속극 - 창 밖은 봄
- 1979년 KBS 일일연속극 - 얼어붙은 산야
- 1983년 KBS 목금드라마 - 안개
- 1983년 KBS1 대하드라마 - 개국
- 1983년 KBS1 특집드라마 - 그날
- 1984년 KBS1 대하드라마 - 독립문
- 1984년 KBS1 특집드라마 - 함정
- 1987년 KBS2 코믹 시추에이션 - TV 손자병법
- 1987년 KBS1 연말 특집 드라마 - 월행
- 1989년 KBS1 신년 특집 드라마 - 찻잔속의 달
- 1989년 MBC 3·1절 특집 드라마 - 백범일지
- 1990년 KBS1 특집드라마 만석꾼 며느리 뽑기
- 1991년 KBS1 특집드라마 - 춘보뎐
- 1991년 KBS1 특집드라마 - 열녀, 지옥에 떨어지다
- 1992년 KBS1 특집드라마 - 너의 이름은 효자
- 1992년 KBS1 대하드라마 - 삼국기
- 1992년~1993년 KBS2 주말연속극 - 사랑을 위하여
- 1993년 MBC 월화드라마 - 파일럿
- 1995년 SBS 특별기획 - 모래시계
- 1995년 KBS1 청소년드라마 신세대 보고 - 어른들은 몰라요: 우리들의 반란
- 1995년~1996년 MBC 특별기획 - 제4공화국
- 1996년 MBC 추석 특집 드라마 - 멸치 선생의 식탁
- 1996년 MBC 수목드라마 - 사과꽃 향기
- 2000년~2002년 KBS1 대하드라마 - 태조 왕건 유천궁 역

## 영화
- 1975년 꽃과 뱀
- 1976년 푸른 교실
- 1977년 고교 우량아
- 1977년 이 다음에 우리는
- 1978년 청춘의 문
- 1984년 내가 마지막 본 흥남
- 1986년 몸 전체로 사랑을
- 1986년 가을을 남기고 간 사랑
- 1987년 덫
- 1991년 오엑스
- 1993년 물랭 루즈

## CF
- 1982년 ~ 1985년 종근당 낙센
- 1986년 삼익제약 흑정환
- 1989년 녹십자 치선액
- 1990년 동화약품 락테올
- 1992년 한국파마 거풍정